# 尹勳
尹勳，字伯元，河南郡鞏縣（今河南省鞏義市西南）人，東漢政治人物。

## 生平
伯父尹睦為司徒，兄尹頌為太尉，宗族多是擔任政府要職，孝廉出身、曾任邯鄲令、尚書令。在漢桓帝誅大將軍梁冀時，勳參建大謀，封都鄉侯，後汝南太守。上書解釋范滂﹑袁忠等黨議禁錮，拜將作大匠，轉大司農。因竇武而下獄自殺。

## 延伸阅读
[在维基数据编辑]
 《後漢書/卷67》，出自范晔《後漢書》